# Dian Piesesha
Dian Piesesha, właśc. Diah Daniar (ur. 9 marca 1961 w Bandungu) – indonezyjska piosenkarka.
Okres jej największej aktywności przypadł na lata 80. XX wieku. Artystą, który stworzył większość jej piosenek i wypromował ją na krajowej scenie muzycznej, był Pance Pondaag. Szerszą rozpoznawalność przyniósł jej utwór „Tak Ingin Sendiri”. Album o tej samej nazwie z 1985 r. sprzedał się w nakładzie ok. 3 mln egzemplarzy.
Jej dorobek fonograficzny obejmuje także albumy: Aku Cinta Padamu (1982), Bara Api Senyummu (1983), Perasaan (1984), Mengapa Tak Pernah Jujur (1987), Kucoba Hidup Sendiri (1988), Pernahkah Kau Berdusta (1990), Aku Salah Menduga (1992), Kau, Kusayang (1994), Kerinduan (2006).
W trakcie swojej kariery wokalnej zdołała wydać ponad 25 albumów. Za swoją działalność muzyczną była nagradzana (laureatka m.in. HDX Awards).